# Terraria
Terraria е екшън-приключенска двуизмерна (2-D) игра, пусната за продажба за пръв път на 16 май 2011 г. от Re-Logic. На първия ден от пускането ѝ са продадени около 50 000 копия, с над 17 000 играчи едновременно онлайн.
Играта включва изследване на произволно генериран 2-D свят, копане, строене и битки с различни NPC – та и босове. Тя е базирана донякъде на други игри, Minecraft например, обаче има неща, които в тях ги няма. Една от новостите за този жанр е „приютяването“ на NPC-та. Когато играчът постигне определени цели и построи дом с достатъчните условия за живот, един NPC се „намества“ в него. Различните NPC-та имат различни имена и отговарят по различен начин, когато играчът кликне върху тях. Също така всеки от тях продава различни неща.
Играта предлага огромно разнообразие от оръжия, брони, дрехи за украса и дори бои за дрехите, избор на стил и цвят на дрехите, прическата, цветя на косата, кожата и очите.